# Nibyłodyga

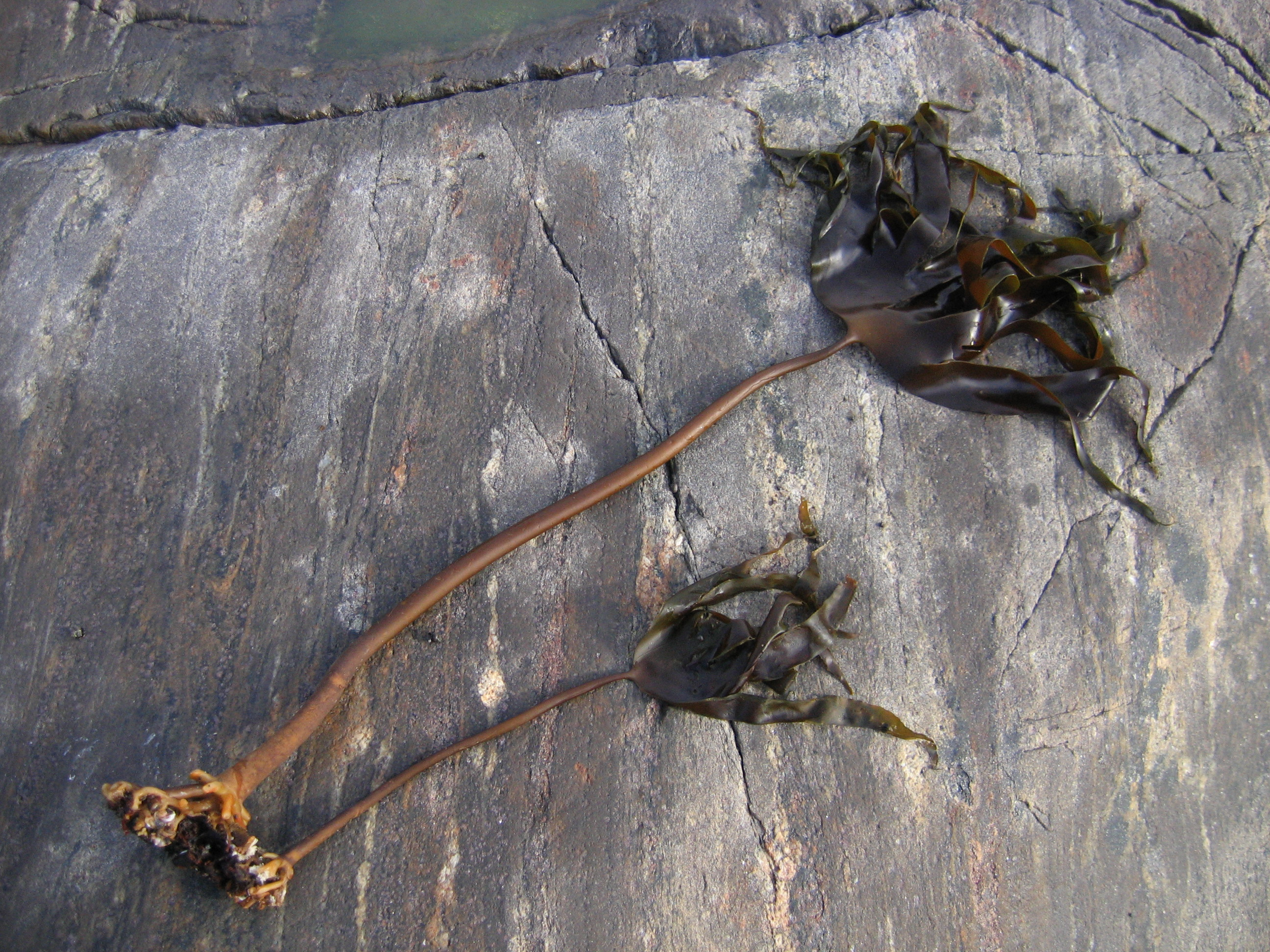
Brunatnica Laminaria hyperborea z widocznym kauloidem zakończonym ryzoidami i fylloidem

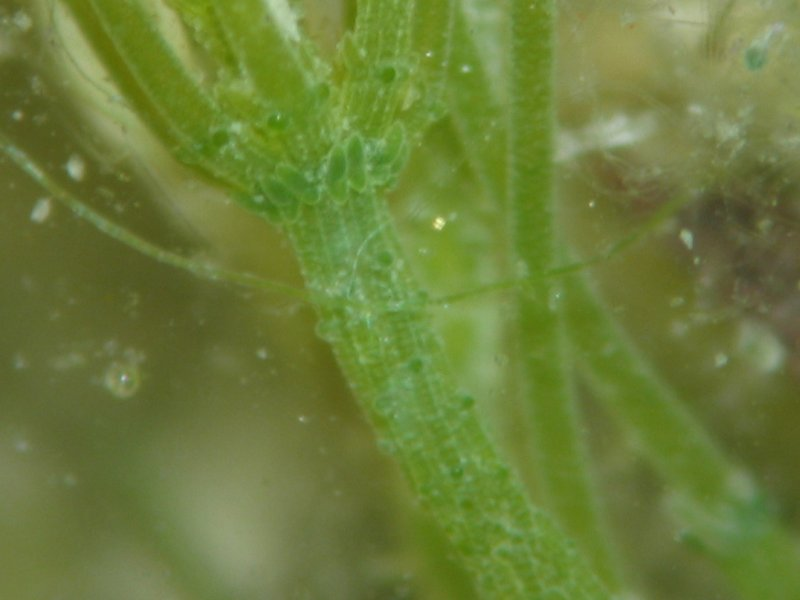
Fragment nibyłodygi ramienicy pospolitej

Nibyłodyga – fragment plechy makroglonów przypominający funkcją i kształtem łodygę występującą u roślin naczyniowych.
U brunatnic o złożonej, tkankowej budowie nibyłodyga określana jest jako część łodygokształtna plechy lub kauloid. Pozostałe części plechy to chwytniki (ryzoidy) i część liściokształtna (fylloid).
U ramienic nibyłodyga to wydłużona część plechy (oś główna i osie boczne). Zbudowana jest z międzywęźli rozdzielonych wielokomórkowymi węzłami. Z węzłów wyrastają okółki nibyliści, a u niektórych rodzajów (ramienica, lichnotamnus) także komórki okorowania. Węzeł (nodium) budowany jest przez dwuwklęsłe płytkowate komórki, podczas gdy międzywęźla u Chara są budowane przez komórczaki tworzące rdzeń i cylindryczne komórki okorowania. Na okorowaniu mogą wyrastać przylistki i kolce. Nibyliście ramienic są zbudowane podobnie do nibyłodyg. Z kątów nibyliści mogą wyrastać kolejne nibyłodygi (osie boczne). Cechy morfologiczne nibyłodygi takie jak okorowanie, okolcowanie, proporcje międzywęźli są cechami diagnostycznymi gatunków. Funkcja szkieletowa nibyłodygi jest wzmacniana przez jej inkrustowanie węglanem wapnia, które ma miejsce podczas wiązania jonów wapnia obecnych w twardej wodzie przez uwalniany w oddychaniu dwutlenek węgla, a związane jest też z fotosyntezą. Nibyłodygi ramienic rzadko przekraczają długość 1 m.